# Onsøy Station
Onsøy Station (Onsøy stasjon) er en tidligere jernbanestation, der ligger i Onsøy i Fredrikstad kommune på Østfoldbanens vestre linje i Norge.
Stationen blev åbnet 4. februar 1879 under navnet Onsø men skiftede navn til Onsøy 1. juni 1919. Den blev fjernstyret 17. december 1973 og gjort ubemandet 1. januar 1975. Betjeningen med persontog ophørte 29. maj 1983, hvor stationen blev nedgraderet til fjernstyret krydsningsspor. Stationsbygningen, der var opført i gulmalet træ efter tegninger af Peter Andreas Blix, blev revet ned i sommeren 2007. Stationen ligger 86,5 km fra Oslo S.